# Wattenwil
Wattenwil é uma comuna da Suíça, no Cantão Berna, com cerca de 2.700 habitantes. Estende-se por uma área de 14,52 km², de densidade populacional de 186 hab/km². Confina com as seguintes comunas: Blumenstein, Burgistein, Forst, Gurzelen, Längenbühl, Rüti bei Riggisberg.
A língua oficial nesta comuna é o Alemão.

## Geografia
Wattenwil tem uma área aproximada de 14.5km2.  Desta área, cerca de 42.2% é utilizada para fins agrícolas, enquanto 48.5% é área florestal.  A área urbana, cerca de 7.4% (edifícios e estradas) e o restante (1.9%) é área não-produtiva, como rios e montanhas.

## Demografia
Wattenwil tem uma população (em 31 de dezembro de 2011) de 2.708 habitantes. A partir de 2007, 3,2% da população era composta de estrangeiros. Ao longo dos últimos 10 anos, a população tem crescido a um ritmo de 0,5%. A maioria da população (em 2000) fala alemão (95,6%), e albanês sendo o segundo idioma mais comum (0,8%) e italiano sendo o terceiro (0,4%).
Na eleição de 2007, o partido mais popular foi o [Partido do Povo Suíço [| SVP]], que recebeu 39,1% dos votos. Os outros  partidos mais populares são o SPS (16,4%) e os pequenos partidos de esquerda locais (11,1%) e o CSP
A distribuição etária da população (a partir de | 2000) é formada principalmente de crianças e adolescentes (0-19 anos) que compõem 26,2% da população, enquanto os adultos (20-64 anos) compõem 56,1% e os idosos (mais de 64 anos) compõem 17,7%. Em Wattenwil cerca de 72,1% da população (entre 25-64 anos) concluiu o não-obrigatório Ensino Secundário.
Wattenwil tem uma taxa de desemprego de 1,92%. A partir de 2005, havia 149 pessoas empregadas no setor econômico primário e cerca de 49 empresas envolvidas neste setor. 301 pessoas estão empregadas no setor secundário e há 39 negócios neste setor. 555 pessoas estão empregadas no setor terciário, com 78 empresas do setor de comércio/negócios.